# Jacquinia eggersii
Jacquinia eggersii är en viveväxtart som beskrevs av Ignatz Urban. Jacquinia eggersii ingår i släktet Jacquinia och familjen viveväxter. Inga underarter finns listade i Catalogue of Life.